# أنطون باربو
أنطون باربو (بالإنجليزية: Anton Barbeau)‏ هو عازف قيثارة ومغن مؤلف أمريكي، ولد في 24 أبريل 1967 في ساكرامنتو في الولايات المتحدة.

## وصلات خارجية
- الموقع الرسمي
- أنطون باربو على موقع ميوزك برينز (الإنجليزية)
- أنطون باربو على موقع أول ميوزيك (الإنجليزية)
- أنطون باربو على موقع ديسكوغز (الإنجليزية)